# Diego Cash
Diego Maria Cash (Buenos Aires, 10 agosto 1961) è un ex rugbista a 15, allenatore di rugby a 15 e dirigente sportivo argentino, dapprima giocatore e attualmente direttore della sezione rugbistica del San Isidro Club.

## Biografia
Cresciuto nel San Isidro, con cui nel 1979 vinse il campionato URBA giovanile, Cash, pilone, trascorse tutta la sua carriera nel club della provincia di Buenos Aires; con la squadra vinse otto titoli di campione dell'Unión de Rugby de Buenos Aires, e più tardi vinse anche due edizioni del più nuovo Nacional de Clubes.
Il debutto internazionale fu con la selezione del Sudamérica XV nel 1984 in Sudafrica, mentre quello con l'Argentina avvenne nel 1985, vittoria a Buenos Aires contro la Francia; dopo due vittorie nel campionato sudamericano (1985 e 1987) prese parte alla Coppa del Mondo di rugby 1987 in Australia e Nuova Zelanda (due incontri); vinse un altro torneo sudamericano, nel 1991, prima di partecipare alla Coppa del Mondo di rugby 1991 in Inghilterra (3 incontri).
Il suo ultimo incontro internazionale fu di nuovo contro la Francia a Buenos Aires nel 1992.
Passato alla carriera tecnica, fu dal 2000 al 2007 l'assistente del C.T. dei Pumas Marcelo Loffreda.
Alla guida della Nazionale argentina la coppia conseguì il 3º posto assoluto alla Coppa del Mondo di rugby 2007 in Francia.
Membro della sottocommissione rugbistica del suo club originario, il San Isidro, ne è direttore dal 2010.

## Palmarès
- Campionati sudamericani: 3
Argentina: 1985, 1987, 1991
- Campionati URBA: 8
San Isidro: 1980, 1983, 1984, 1986, 1987, 1988, 1993, 1994.
- Nacional de Clubes: 2
San Isidro: 1993, 1994